# De fem ringarnas bok
Fem ringars bok (japanska: 五輪書, Go rin no sho) är en japansk bok skriven av samurajen Miyamoto Musashi omkring 1645, strax före hans död. Musashi är den mest ryktbare av den japanska historiens samurajer. Han vann fler än 60 dueller på liv och död, utan att någonsin bli sårad. Den första duellen utkämpade han vid 13 års ålder mot en vuxen och berömd svärdsmästare vid namn Arima Kihei. Musashi deltog även i det berömda slaget vid Sekigahara år 1600, där han slogs på förlorarnas sida. Han blev därför en ronin, en herrelös samuraj, som fick vandra runt och erbjuda sina tjänster. För att öka sitt värde och pröva sin stridförmåga, duellerade han framgångsrikt mot olika svärdsmästare, vilka ofta var tekniskt överlägsna. 
När han var i trettioårsåldern slutade Musashi att duellera och började fundera på varför han alltid vann. Först 1641, vid 60 års ålder, var han klar med sina funderingar, som han satte på pränt i fem skriftrullar. I dessa skrifter redogör han för sina principer i stridskonsten och ger en stor mängd konkreta råd om hur man segrar i strid - såväl i duell som på slagfältet. Framförallt betonas individens inre kraft i striden. Mushashis skrifter erbjuder därmed en möjlighet och ett verktyg för att utveckla den mentala styrkan. 
Vid denna tid var japanska filosofer medvetna om att det som händer i kroppen och sinnet minst är lika viktigt i en strid som att hantera ett vapen väl. Attityder gentemot kampen, den rådande situationen, det egna jagets roll i striden, den upplevda möjligheten till seger etc. påverkar direkt den egna prestationen. Samurajer sökte därför att utveckla sina färdigheter både på det yttre och inre planet, genom exempelvis studier i kalligrafi, diktning och liknande utöver vapenteknik. Det yttre planet handlar om färdigheter man kan se, såsom tekniska och fysiska förmågor. Det inre planet handlar mer om egenskaper som mod, viljestyrka, engagemang, uthållighet, beslutsamhet och motivation. De japanska filosoferna angav till och med proportionerna mellan dessa två plan hos människan. I strid är Zen (den mentala nivån) sju och Ken (Ken=svärd) tre. Teknisk skicklighet bidrar således bara med 30 procent till segern. Musashis skrifter erbjuder träning för att utveckla de övriga välbehövliga 70 procenten. Han konstaterar exempelvis att "man handlar som man känner sig". Svag känsla resulterar i svag handling. Kraftfull känsla gör även handlingen kraftfull.
Titeln fem ringar syftar på indelningen i fem kapitel: Jord, Vatten, Eld, Vind och Tomhet. Handboken utgör en Dai do (=den stora vägen), det vill säga en skrift vars erfarenheter även kan tillämpas på andra områden och som är oberoende av tid och rum. Go rin no sho är en av de mest spridda och översatta i den japanska litteraturen. Den finns också i svensk översättning av Stefan Stenudd (1995) och av Robert von Sandor (1992), fil. dr. i japanologi. Sistnämnda översättning tog 15 år och innehåller kommentarer och kulturhistoriska noter. Bearbetningen av texten har genomförts med speciell hänsyn till att principerna skall kunna tillämpas i en modern västerländsk kontext.